# 那須烏山市立南那須中学校
那須烏山市立南那須中学校（なすからすやましりつみなみなすちゅうがっこう）は、栃木県那須烏山市大金にある公立中学校。

## 概要
2015年4月に那須烏山市立下江川中学校と那須烏山市立荒川中学校が統合して開校。

## 沿革
- 2015年4月 - 那須烏山市立下江川中学校と荒川中学校の統合により、荒川中学校舎で、南那須中学校新設。
- 2015年4月 - 開校式挙行  校章制定
- 2016年3月 - 校歌制定
- 2016年12月 -  校訓　『自立共生』　制定
- 2018年4月 - 文部科学大臣より表彰（創意工夫育成功労学校賞）
- 2018年10月 - 那須烏山市長より表彰（文化大賞）
- 2019年11月 - 創立5周年記念行事（音楽教室）

## 通学区域
江川小学校及び荒川小学校に属する全地域とされている。
那須烏山市
- 田野倉
- 岩子
- 小倉
- 宇井
- 大金
- 東原
- 小河原
- 高瀬
- 大里

- 小塙
- 森田
- 曲田
- 曲畑
- 八ケ代
- 福岡
- 鴻野山
- 鍛冶ケ澤
- 小白井

- 南大和久
- 三箇
- 熊田
- 月次
- 神長の一部
- 藤田
- 上川井
- 下川井
- 志鳥

## 進学前小学校
- 那須烏山市立江川小学校
- 那須烏山市立荒川小学校

## 交通
- JR烏山線 大金駅から直線距離で272 m